# 110 propositions pour la France

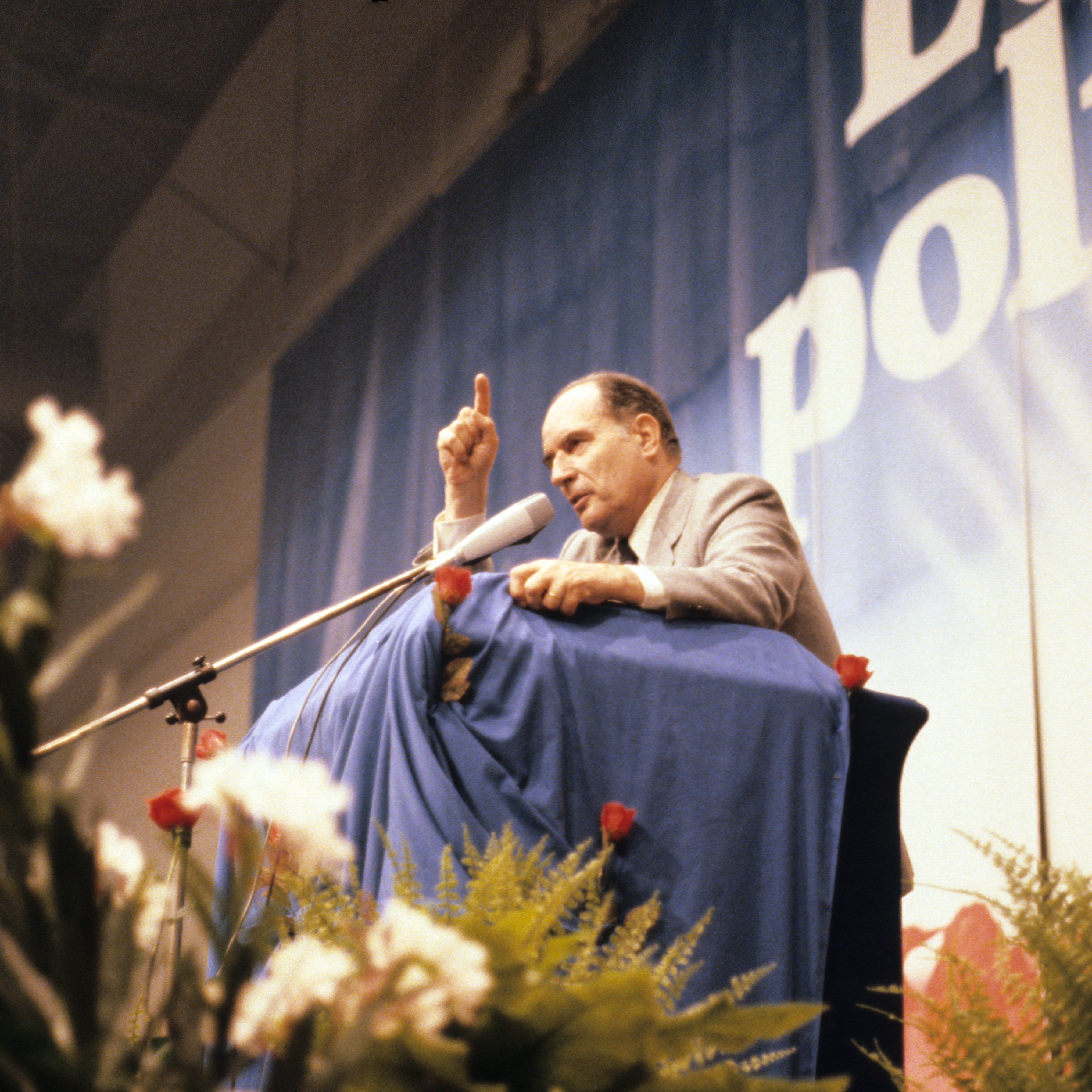
François Mitterrand nell'aprile 1981

110 propositions pour la France fu il nome del programma elettorale elaborato dal Partito Socialista francese e da François Mitterrand per le elezioni del 1981.
Il programma trovò gradualmente attuazione (anche dopo la fine della presidenza di Mitterrand), a partire dalle ingenti nazionalizzazioni promesse e l'avviamento di grandi opere pubbliche, specie i "Grands Projets" di Parigi.

## Elenco (parziale)
Sono di seguito elencate alcune delle proposte principali del programma:
- 1 - Ritiro delle truppe sovietiche dall'Afghanistan;
- 2 - Condanna degli aiuti statunitensi alle dittatura sudamericane;
- 3 - Solidarietà al sindacato polacco Solidarność;
- 4 - Pace in medio oriente, con la garanzia della difesa di Israele e allo stesso tempo l'assicurazione al popolo palestinese del diritto a una propria nazione;
- 9 - Creazione del Nuovo ordine economico internazionale: aiuti ingenti al terzo mondo fino allo 0,7% del PIL dei paesi sviluppati;
- 11 - Applicazione letterale dei Trattati di Roma del 1957, democraticizzando le istituzioni europee, la definizione di politiche industriali comuni e dei metodi di difesa contro altre potenze emergenti.
- 16 - Programma di ingenti opere pubbliche e di edilizia residenziale pubblica;
- 17 - Stimolare la ricerca scientifica, destinando il 2,5% del PIL a tale settore entro il 1985;
- 18 - Creazione di 150.000 posti lavoro pubblici, per migliorare le condizioni di accesso alla sanità, istruzione e ai servizi postali;
- 20 - Difesa del Franco francese contro l'inflazione e la speculazione;
- 21 - Ingenti nazionalizzazioni, tra cui nove grandi gruppi industriali specificati già in un accordo del 1972 tra le sinistre francesi;
- 22 - Il contratto a tempo indeterminato visto come la forma standard di rapporto di lavoro;
- 23 - Riduzione dell'orario di lavoro a 35 ore settimanali;
- 28 - Prezzi calmierati in settori dove i prezzi di mercato non funzionano;
- 32 - Riduzione dell'Imposta sul valore aggiunto francese allo 0% per i beni di prima necessità;
- 34 - Creazione di un'imposta patrimoniale per le grandi ricchezze (la Impôt de solidarité sur la fortune o ISF);
- 41 - riforma della PAC (Politica agricola comune);
- 45 - Riduzione del mandato presidenziale a soli 5 anni, oppure mantenendolo a 7 anni, ma con il divieto di rieleggibilità;
- 100 - Definizione di prezzi fissati per i libri;